# Bowling for Soup Goes to the Movies
Bowling for Soup Goes to the Movies è il settimo album in studio della band pop punk Bowling for Soup, pubblicato nel 2005 dalla Jive Records.

## Tracce
1. Jimmy Neutron Theme
2. Omaha, Nebraska (Ready or Not)
3. Greatest Day
4. Baby One More Time
5. Here We Go
6. Undertow
7. Spanish Harlem
8. Li'l Red Riding Hood
9. Live It Up
10. Star Song
11. I Melt with You
12. 5 O'Clock World
13. Gilligan's Island Theme
14. Sometimes
15. Sick of Myself

## Formazione
- Jaret Reddick – voce e chitarra
- Chris Burney – chitarra
- Erik Chandler – basso
- Gary Wiseass – batteria